# Jodi Long
Jodi Long (New York, 7 januari 1954), geboren als Jodi Leung, is een Amerikaanse actrice.

## Biografie
Long werd geboren in New York als dochter van een Japanse/Amerikaanse moeder en een Chinese/Schotse vader. Long doorliep de high school aan de High School of Performing Arts in New York. Hierna haalde zij haar bachelor of fine arts aan de conservatorium van staatsuniversiteit van New York in Westchester County.

## Filmografie

### Films
- 2024 Night Swim - als Lucy Summers
- 2021 Shang-Chi and the Legend of the Ten Rings - als mrs. Chen
- 2018 The Tale - als Rebecca
- 2016 The Exorcist III: Legion - als eerste droomvrouw
- 2016 5 Doctors - als dr. Suzuki
- 2013 A Picture of You – als moeder
- 2010 Beginners – als Dr. Long
- 2008 Mask of the Ninja – als Kumioko
- 2002 The Hot Chick – als Koreaanse moeder
- 2002 New Suit – als Feng Shui vrouw
- 1998 Celebrity – als fan van pastoor Gladden
- 1997 Murder in Mind – als secretaresse Helen
- 1997 His and Hers – als Corey Chang
- 1993 Striking Distance – als politieagente Kim Lee
- 1993 RoboCop 3 – als moeder van Nikko
- 1993 The Pickle – als Yakimoto Yakimura
- 1993 Amos & Andrew – als Wendy Wong
- 1993 Firestorm: 72 Hours in Oakland – als Linda Chong
- 1990 Alice – als vrouw in Park Avenue
- 1990 The Exorcist III – als eerste droomvrouw
- 1989 Born on the Fourth of July – als verslaggeefster
- 1989 New York Stories – als tv-interviewer
- 1988 Soursweet – als Mui
- 1988 Patty Hearst – als Wendy Yoshimura
- 1987 The Bedroom Window – als serveerster
- 1984 Splash – als verslaggeefster
- 1983 How to Be a Perfect Person in Just Three Days – als Mrs. Yamata
- 1981 Rollover – als Betsy Okamoto
- 1980 Nurse – als Gail

### Televisieseries
Uitgezonderd eenmalige gastrollen.
- 2020 Dash & Lily- als Mrs. Basil E. - 3 afl
- 2016-2018 Falling Water - als Kumiko - 13 afl.
- 2012-2014 Sullivan & Son – als Ok Cha Sullivan – 33 afl.
- 2010-2011 Law & Order: Los Angeles – als rechter Sonya Cruz – 3 afl.
- 2008-2009 Eli Stone – als rechter Marcia Phelps – 6 afl.
- 2005-2009 American Dad! – als vrouw (stem) – 2 afl.
- 2003 Miss Match – als Claire – 18 afl.
- 1997-1998 Michael Hayes – als Joan – 3 afl.
- 1994-1995 All-American Girl – als Katherine Kim – 18 afl.
- 1993-1994 Cafe American – als Madame Ybarra – 18 afl.
- 1988-1990 The Cosby Show – als Joann – 2 afl.

## TheaterwerkBroadway
- 2002-2003 Flower Drum Song – musical – als Madam Liang
- 1996 Getting Away with Murder – toneelstuk – als Nam-Jun Vuong
- 1980 The Bacchae – toneelstuk – als Chorus van Bacchae
- 1979-1980 Loose Ends – toneelstuk – als Selina

- Library of Congress Control Number: no2003015219
- MusicBrainz: 15ac11c9-af92-46dc-b593-429b1b76dc58
- Nationale Bibliotheek van Israël: 987007374301005171
- Virtual International Authority File: 2148948
- WorldCat: E39PBJB8vtyqvTdv3JfXmQBdcP